# 구림초등학교 (전북)
구림초등학교는 대한민국 전북특별자치도 순창군 구림면 운남리에 있는 공립 초등학교이다.

## 학교 연혁
- 1922년 5월 10일 무림공립보통학교 개교
- 1938년 4월 1일 구림공립심상소학교로 개칭
- 1941년 4월 1일 구림공립국민학교로 개칭
- 1993년 2월 28일 금천국민학교 통합
- 1994년 2월 28일 율북국민학교 통합
- 1996년 3월 1일 구림초등학교로 개칭
- 2000년 2월 28일 월정초등학교 통합
- 2001년 3월 1일 유치원 2학급, 초등학교 7학급
- 2010년 3월 1일 초·중학교 통합
- 2013년 9월 1일 양병호 교장 부임
- 2016년 2월 5일 제92회 졸업식(총 5,322명)

## 참고 자료
- 구림초등학교 - 한국교육학술정보원 학교알리미